# Liste der Monuments historiques in Saint-Fiacre (Seine-et-Marne)
Die Liste der Monuments historiques in Saint-Fiacre (Seine-et-Marne) führt die Monuments historiques in der französischen Gemeinde Saint-Fiacre auf.

## Liste der Objekte
| Bezeichnung                                                            | Beschreibung | Standort                                                           | Kennzeichnung | Schutzstatus | Datum | Bild |
| ---------------------------------------------------------------------- | --- | ------------------------------------------------------------------ | ------------- | ------------ | ----- | ---- |
| Brautkrone                                                             | Nach einer Sitte in Saint-Fiacre wurde ein um sein zwanzigstes Lebensjahr verstorbenes Mädchen in den Kleidern einer Braut begraben. Seine Brautkrone wurde auf den Sarg gelegt und nach der Bestattung unter einer Glaskugel auf dem Altar aufbewahrt. Entstehungszeit im 19. Jahrhundert. | Auf dem Altar nördlich der Vorhalle in der Kirche St-Fiacre (Lage) | PM77001539    | Classé       | 1968  |      |
| Statue Christus am Kreuz                                               | Holzstatue mit Christusfigur vom Ende des 15. Jahrhunderts. | Im Kirchenschiff der Kirche St-Fiacre (Lage)                       | PM77001544    | Classé       | 1980  |      |
| Gemälde Hl. Fiacre                                                     | Ölgemälde von Jean-Pierre-Frédéric Barrois bezeichnet mit 1826. Restauriert im Jahr 2014. | In der Kirche St-Fiacre (Lage)                                     | PM77004958    | Inscrit      | 2015  |      |
| Skulptur Heiliger Fiacre                                               | Steinskulptur und die älteste bekannte Darstellung des Heiligen aus dem 15. Jahrhundert. | In der Kirche St-Fiacre (Lage)                                     | PM77001538    | Classé       | 1968  |      |
| Zwei Sockel                                                            | Zwei hölzerne Sockel, die in Imitation von Kunstmarmor bemalt und zu beiden Seiten des Grabes des Heiligen Fiacre angebracht wurden. Entstehungszeit am Ende des 18. Jahrhunderts. | An der Nordseite in der Kapelle der Kirche St-Fiacre (Lage)        | PM77003091    | Inscrit      | 1979  |      |
| Kanzel                                                                 | Kanzel aus Holz mit einem flachen Lampenschirm und geformten Paneelen mit einer Wappendekoration. Hergestellt im 18. Jahrhundert. | An der Nordseite im Kirchenschiff der Kirche St-Fiacre (Lage)      | PM77003736    | Inscrit      | 1980  |      |
| Reliquiar des Heiligen Fiacre                                          | Handreliquie in einem hölzernen Reliquiar aus dem 18. Jahrhundert. | In der Kapelle der Kirche St-Fiacre (Lage)                         | PM77003767    | Inscrit      | 1980  |      |
| Skulptur Heiliger Fiacre                                               | Holzskulptur aus dem 17. Jahrhundert. | Im südlichen Querschiff der Kirche St-Fiacre (Lage)                | PM77001540    | Classé       | 1968  |      |
| Zwei Konsolen                                                          | Holzkonsolen mit Bemalung und Vergoldung aus dem 18. Jahrhundert. | Im Chor der Kirche St-Fiacre (Lage)                                | PM77001541    | Classé       | 1968  |      |
| Skulptur Heiliger Johannes der Täufer                                  | Steinskulptur aus dem 17. Jahrhundert. | In einer Nische der Kirche St-Fiacre (Lage)                        | PM77001542    | Classé       | 1968  |      |
| Gemälde Die Erscheinung des Heiligen Fiacre vor einer Nonne und Rahmen | Ölgemälde mit einem geschnitzten Holzrahmen aus dem 17. und 18. Jahrhundert. | Im Kirschenschiff der Kirche St-Fiacre (Lage)                      | PM77001543    | Classé       | 1975  |      |
| Prozessionsbanner Heiliger Fiacre                                      | Banner aus Stoff mit Bestickung. Bezeichnet mit 1874. | In der Kirche St-Fiacre (Lage)                                     | PM77002808    | Inscrit      | 1977  |      |